# Rhytidoponera hilli
Rhytidoponera hilli é uma espécie de formiga do gênero Rhytidoponera.